# شعر شب مولوی
شعر شب مولوی یک سمفونی کر اثر کارول شیمانوفسکی است.
او این سمفونی را در سال ۱۹۱۶ پس از یک دوره سفر به اروپای شرقی به پایان رساند. متن خوانده شده آن شعری از مولانا است که به زبان لهستانی ترجمه شده‌است.
اگر چه نسخه ای ابزاری از این سمفونی در سال ۱۹۲۱ در لندن اجرا شد، اما اولین اجرای جهانی آن با گروه همسرایی و تک نوازی با صدای زیر مردانه تنها در ۳ فوریه ۱۹۲۸ در لوور انجام شد.
شعر شب مولوی که امروزه به عنوان یکی از بهترین آثار شیمانوفسکی شناخته می‌شود، حدود ۲۵ دقیقه طول می‌کشد.